# Automático de escalera

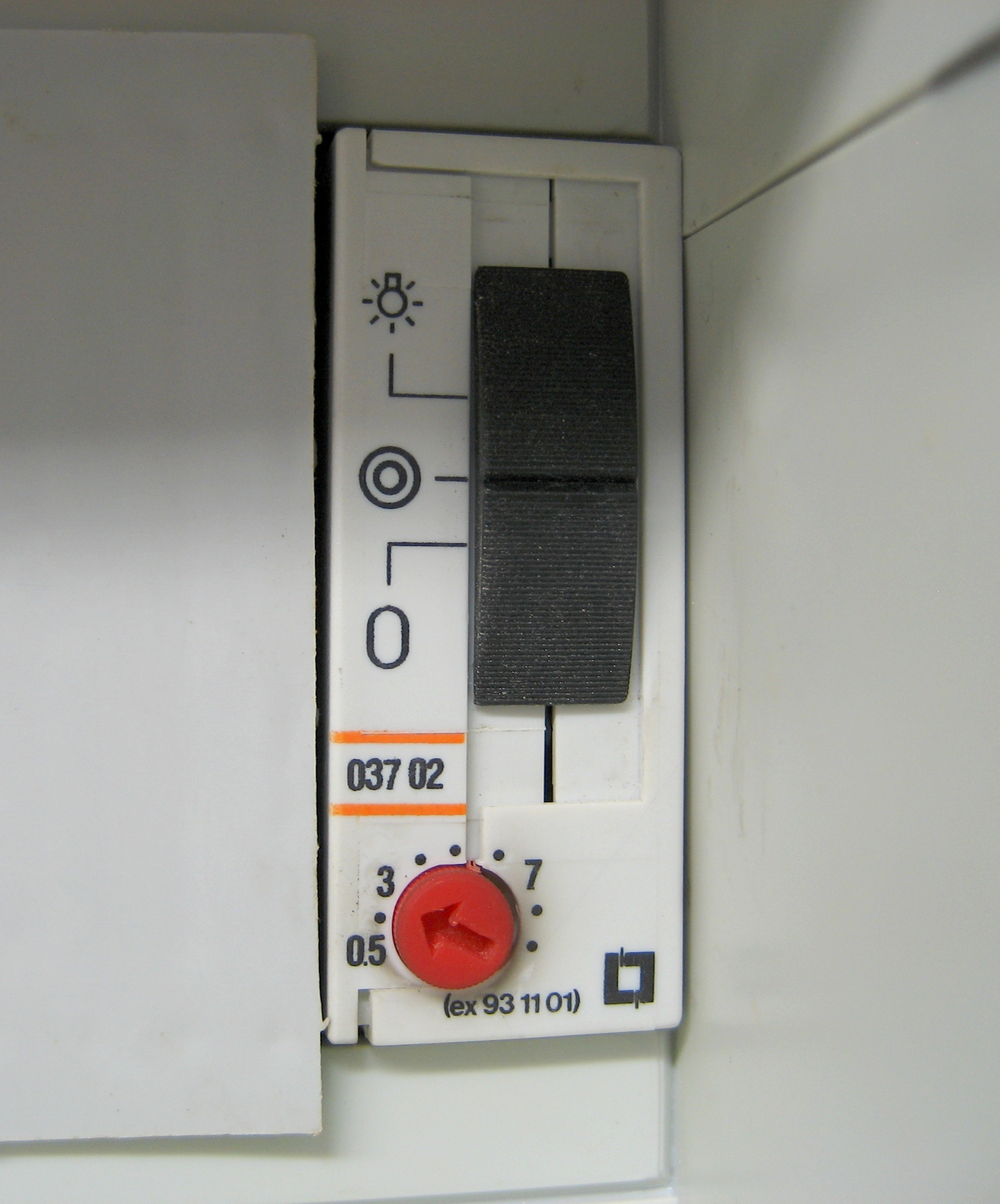
Automático de escalera

En Electricidad o en Electrónica, el automático de escalera o minutero de escalera es un dispositivo electromecánico que regula el tiempo de funcionamiento del alumbrado de un recinto.
Como mecanismos de funcionamiento existen modelos antiguos que funcionan a través de un péndulo, de una resistencia calefactora que calienta un bimetal o de solenoides; modelos más actuales funcionan con un sistema electromecánico compuesto por un pequeño servomotor que acciona un mecanismo de relojería, y los modelos más modernos son exclusivamente electrónicos, siendo controlados por un circuito integrado y un triac o relé.
El minutero o automático de escalera se suele utilizar durante un tiempo preprogramado (que puede llegar hasta los diez minutos para los de escalera o hasta los cuarenta para los de garaje) desde que se presiona un botón, denominado pulsador. El tiempo de actuación se suele ajustar a través de la rueda montada en el automático.
La posibilidad de iluminación constante previene la necesidad de tener que pulsar repetidas veces, como, por ejemplo, durante una mudanza. Para ello, el automático suele contar con un interruptor manual de dos posiciones: encendido automático / encendido permanente.
Algunos automáticos se pueden "rearmar" durante la temporización mediante una nueva pulsación, iniciándose un nuevo ciclo. No obstante, existe la posibilidad de desactivar esta característica por medio de un interruptor manual. Hay modelos que tienen una función llamada "preaviso de apagado", consistente en reducir el flujo luminoso de las lámparas al 50% durante los últimos segundos de la temporización para avisar al usuario de que se puede quedar a oscuras.
También puede emplearse por los particulares para usos domésticos (como puede ser dejar encendido, durante un determinado número de minutos, un aparato o las luces dentro de una vivienda). El automático de escalera como aparato independiente está indicado para usos en los que se van a instalar varios pulsadores para accionarlo (escaleras, garajes); para usos en los que solo va a haber un pulsador (WC) hay modelos que se fabrican encapsulados junto al pulsador.
Se suele montar sobre carril DIN / guías de 35mm (los modulares) o empotrar en caja de mecanismo o caja de registro (los táctiles y los de pastilla).
La sección de cable máxima suele ser de 4 mm² y el poder de corte 16A/250V AC - 2300 W.

## Conexionado a 3 o 4 hilos
Casi todos los modelos actuales tienen una función, que solo es manipulable por el instalador y es que el aparato se adapta a 2 esquemas de cableado diferentes: podemos encontrar instalaciones en las que la columna montante (instalación hacia pulsadores y lámparas) se ha cableado con 4 hilos (fase, neutro, vuelta de pulsadores y alimentación de lámparas) o podemos encontrar instalaciones  -en las que por ahorrar cable-  se han instalado solo 3 conductores (haciendo el neutro común para lámparas y pulsadores), por lo que antes de instalarlo en el costado del aparato tendremos un tornillo que, girándolo de una posición a otra, selecciona el tipo de cableado con el que va a trabajar.